# Loppington
Loppington är en ort och civil parish i Storbritannien.   Den ligger i grevskapet Shropshire i riksdelen England, i den södra delen av landet, 230 km nordväst om huvudstaden London. Loppington ligger 92 meter över havet och antalet invånare är 576.
Terrängen runt Loppington är platt. Runt Loppington är det ganska tätbefolkat, med 86 invånare per kvadratkilometer. Närmaste större samhälle är Shrewsbury, 16,7 km söder om Loppington. Trakten runt Loppington består till största delen av jordbruksmark.